# Ladislav Ceé
Ladislav Ceé (27. února 1908, Železný Brod – 1. srpna 1951, Ostrava) byl československý člen protikomunistického odboje. Roku 1949 byl zatčen během bezpečnostní akce „Beskyd“ v souvislosti s činností v odbojové skupině Jana Buchala. Roku 1951 byl popraven za velezradu a vyzvědačství.

## Biografie
Narodil se roku 1908 ve městě Železný Brod do rodiny drobných živnostníků. V mládí se vyučil strojním zámečníkem a poté pracoval jako dělník ve šroubárně. Od října 1930 do března 1932 vykonával základní vojenskou službu u hraničářského praporu v Trutnově. Po návratu se mu nedařilo nalézt práci, a proto se znovu vrátil do armády, kde byl převelen na Slovensko.
V letech 1933 až 1936 sloužil u horského pěšího pluku v Ružomberku. V srpnu 1936 odešel z armády a přidal se k policii v Ostravě. U policie strávil celé období Protektorátu. V roce 1939 se oženil a do roku 1946 se mu narodili dva synové a dcera. Od roku 1942 byl členem Národního souručenství. Po válce byl v hodnosti štábního strážmistra u SNB.
Roku 1946 vstoupil do Národně socialistické strany, avšak již v roce 1948 z ní vystoupil a vstoupil do KSČ.

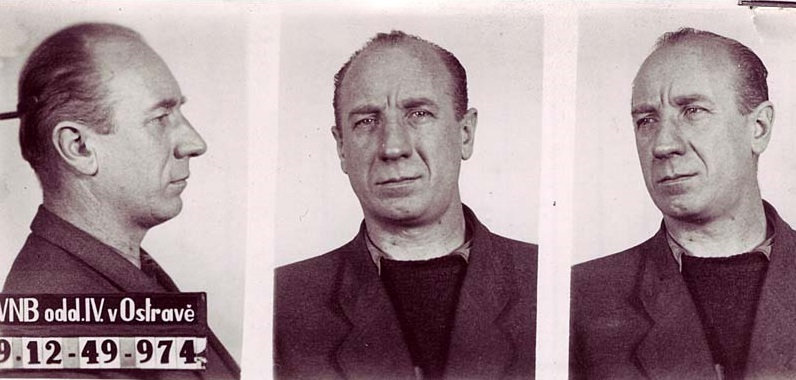
Identifikační fotografie po zatčení

Roku 1949 s ním navázal kontakt bývalý národní socialista a protikomunistický odbojář Jan Buchal. Ladislav Ceé však nic nenahlásil. Mimo služby v SNB také vykonával funkci ostrahy na letišti v Ostravě-Hrabové. Při soudu mu tento fakt přihoršil, jelikož měl údajně být spojkou odboje pro možný výsadek v okolí Ostravy a také měl monitorovat zprávy u SNB.
Buchalova skupina byla postupně infiltrována agenty StB, což vedlo k akci „Beskyd“. Ta propukla ve dnech 25.–26. října 1949, kdy proběhlo rozsáhlé zatýkání odbojářů. Ladislav Ceé byl mezi prvními zatčenými, s přitěžující okolností příslušníka SNB. Veřejný proces se konal ve dnech 24.–27. července 1950 v Čapkově sokolovně v Ostravě. Cée byl odsouzen za vyzvědačství a velezradu k trestu smrti a zabavení veškerého majetku. Jeho obhájce se odvolal, ale odvolání bylo zamítnuto již v září 1950. Poprava byla provedena 1. srpna 1951.
Po popravě byly ostatky zpopelněny a pohřbeny do hromadného hrobu na Ústředním hřbitově ve Slezské Ostravě. Na Čestném pohřebišti v Ďáblickém hřbitově se nachází symbolický hrob Ladislava Ceé. Tamní symbolické náhrobky odkazují na zemřelé politické vězně bez ohledu na jejich skutečné místo pohřbení.

## Připomínky
- Jeho jméno je uvedeno na pamětní desce popraveným příslušníkům Sboru národní bezpečnosti umístěné na fasádě v podloubí před vstupem do budovy Policejního prezidia České republiky na adrese Strojnická 935/27, 170 89 Praha 7 – Holešovice.[4][5]
- Jeho jméno je rovněž uvedeno na Pomníku Miladě Horákové a Obětem komunismu v Praze 4 - Nuslích na Náměstí Hrdinů, u stanice metra Pražského povstání, před Vrchním soudem v Praze a Vrchním státním zastupitelstvím v Praze.[6]
- Jeho jméno je uvedeno na desce v řadě 13 na Čestném pohřebišti popravených a umučených z 50. let (III. odboj) na Ďáblickém hřbitově.[7]
- Jeho jméno je uvedeno na pamětní desce obětem komunismu na budově soudu v Ostravě v Kratochvílově ulici. Na desce je nápis: "Nápis: V letech komunistické totality 1948-1989 prošlo ostravskou věznicí několik set politických vězňů - příslušníků třetího odboje. Stali se obětmi třídní nenávisti. Pět z nich zde bylo v roce 1951 popraveno: (*1923) Václav Fryč / (*1910) Ladislav Cee / (*1911) Miloš Morávek / (*1923) Miroslav Sýkora / (*1924) Josef Polomský".[8]
- Jeho jméno je uvedeno na pamětní desce "Obětem Bezpráví 1939 – 1945 / 1948 – 1989" na hřbitově v Železném Brodě. Na desce je nápis: "ZA DEMOKRACII 1948 - 1989 / LADISLAV CEE *1908 +1950 POPRAVEN (následují další jména)".[9]

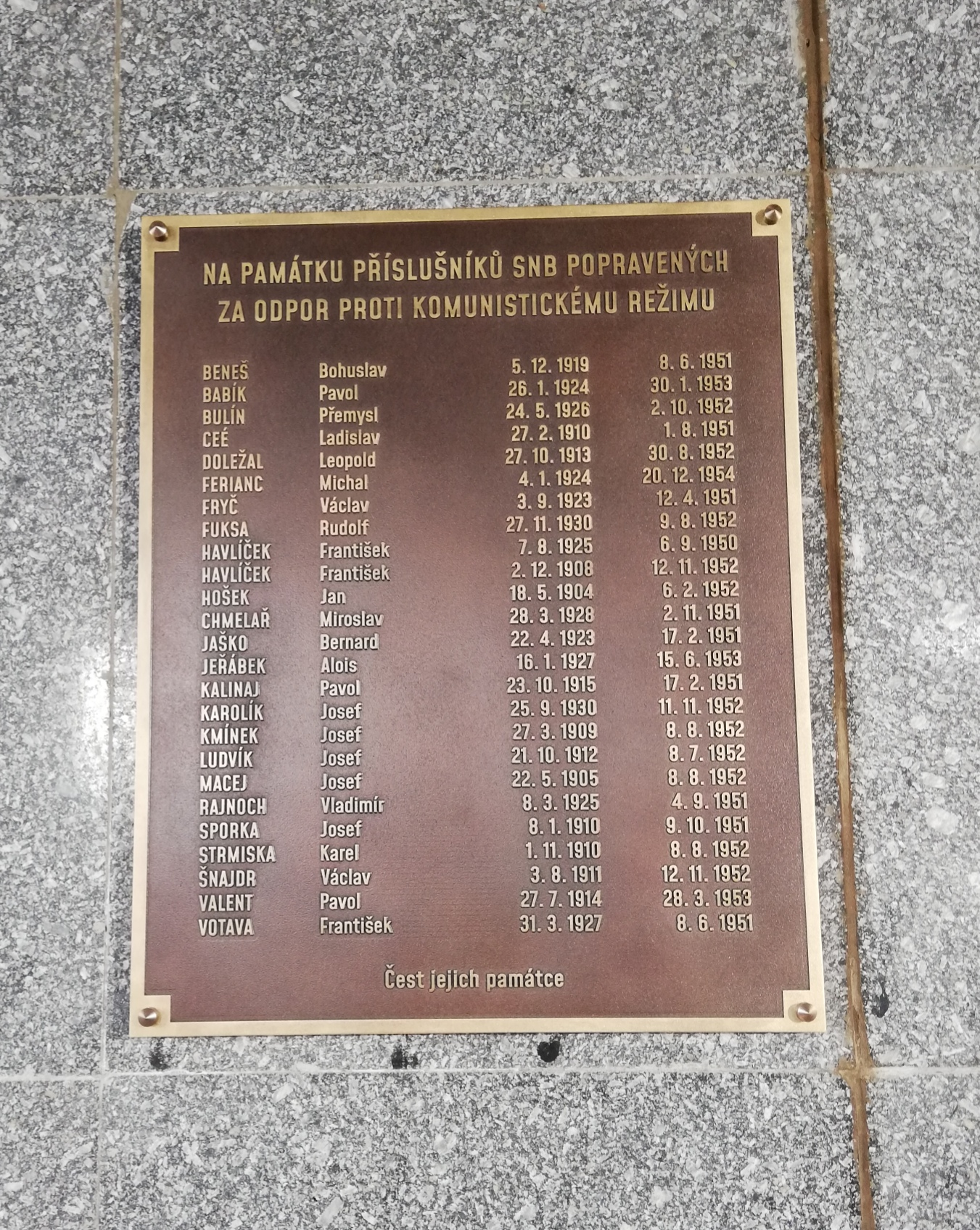
Pamětní deska popraveným příslušníkům Sboru národní bezpečnosti se jménem Ladislav Ceé v pražských Holešovicích
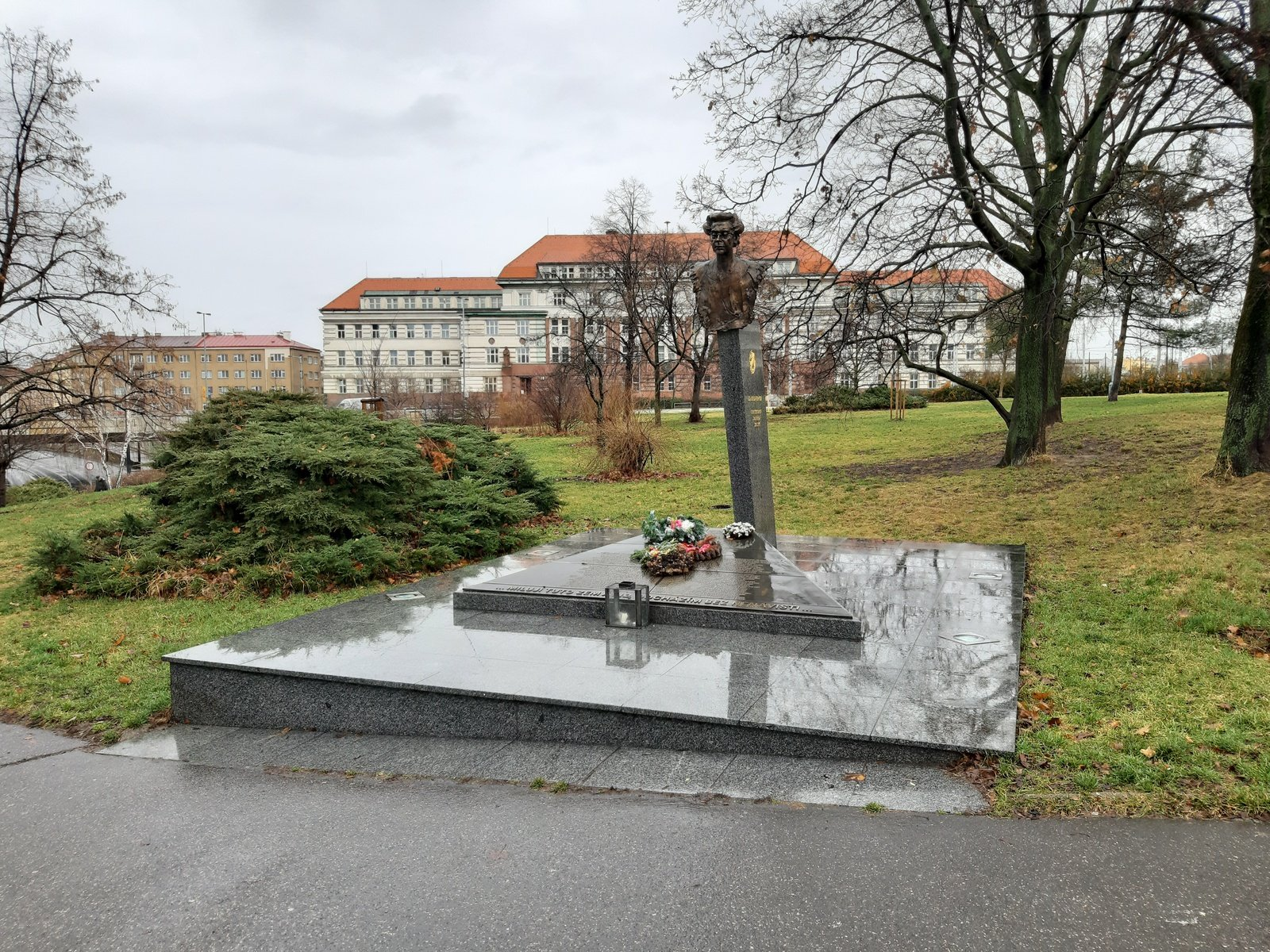
Pomník na náměstí Hrdinů v Praze 4 - Nuslích
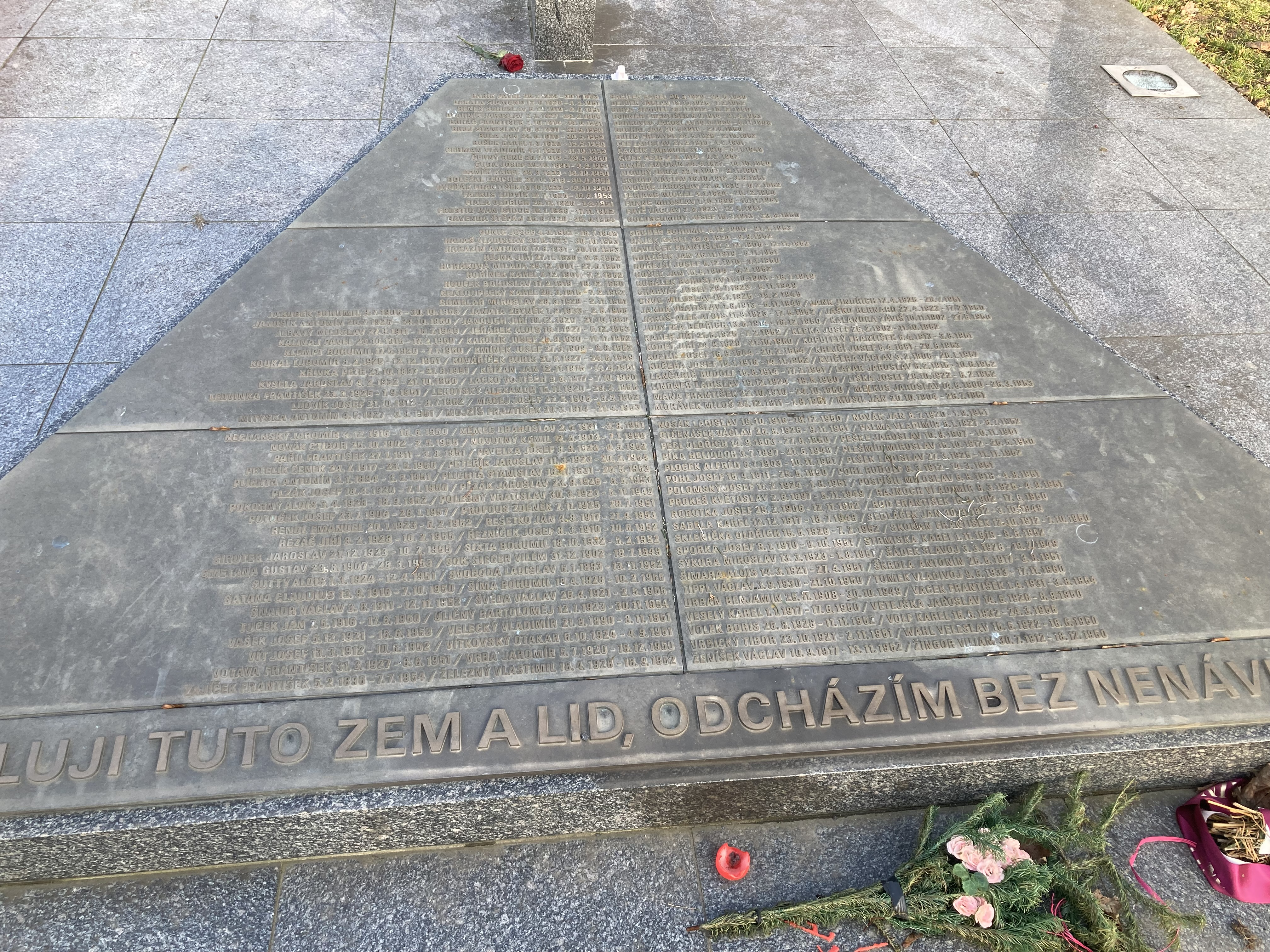
Seznam obětí komunismu se jménem Ladislava Ceé na pomníku na náměstí Hrdinů v Praze 4 - Nuslích
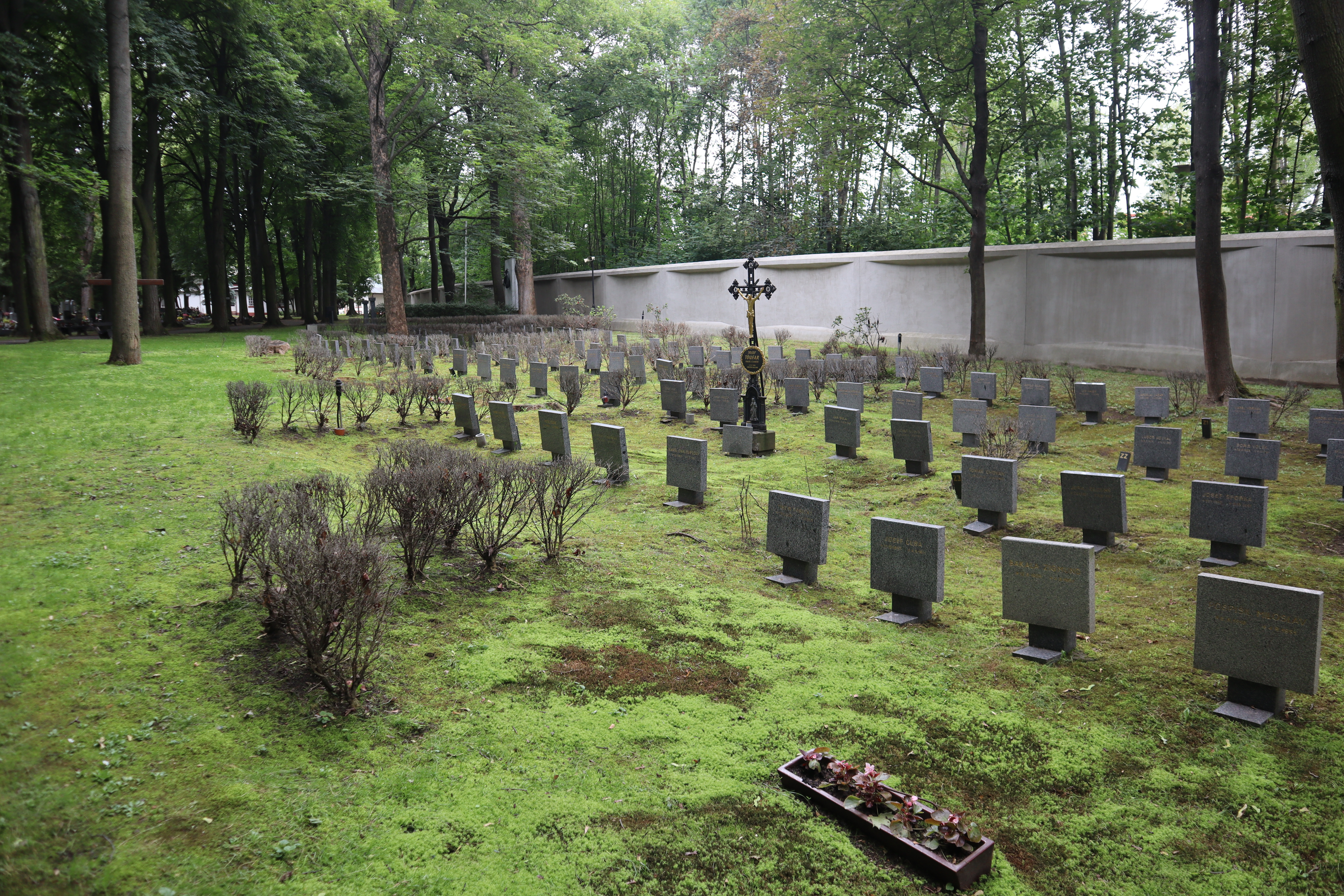
Čestné pohřebiště popravených a umučených z 50. let (III. odboj) na Ďáblickém hřbitově
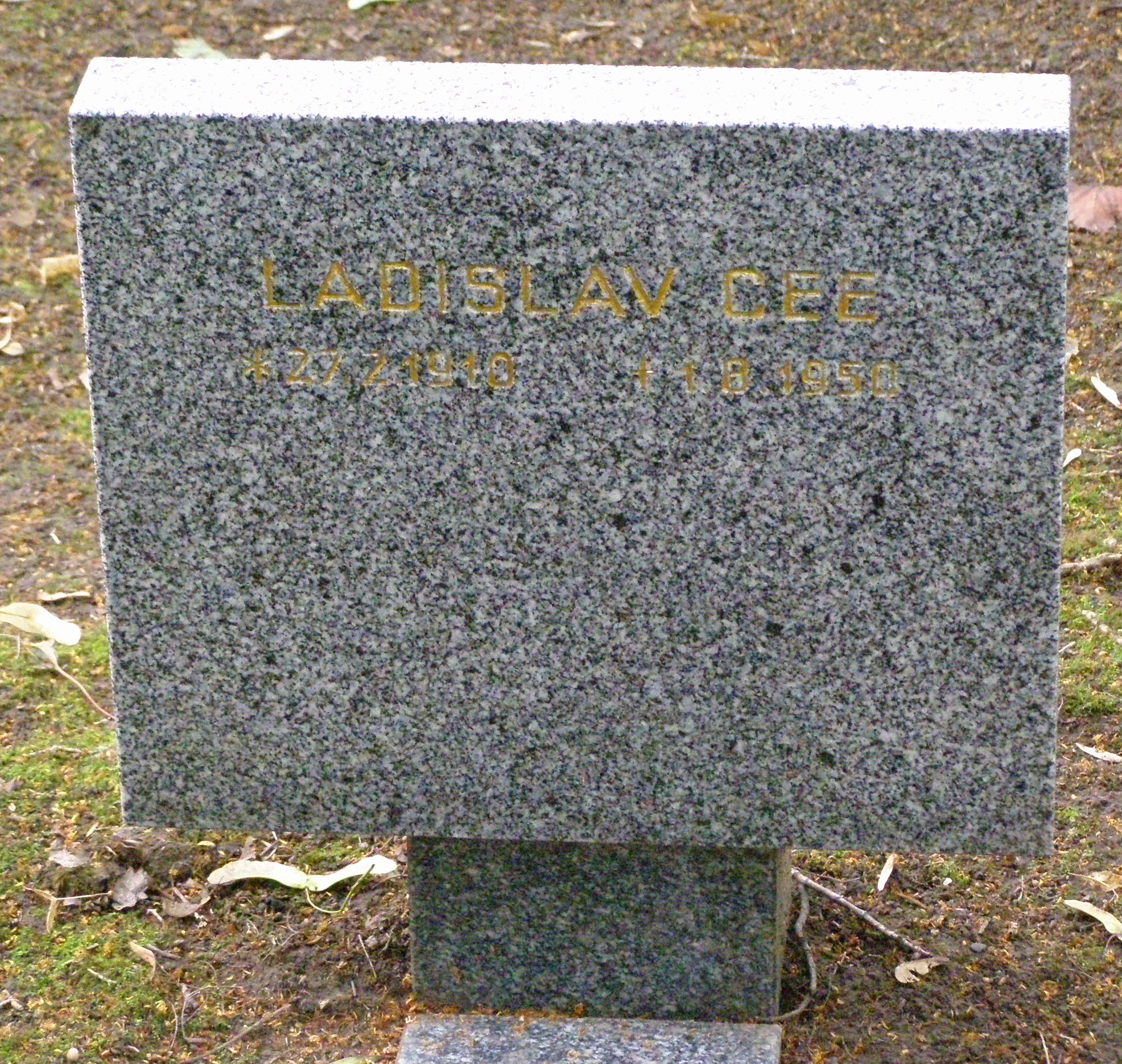
Symbolický hrob Ladislava Ceé na Čestném pohřebišti popravených a umučených z padesátých let (III. odboj) na Ďáblickém hřbitově